# Heterusia litifascia
Heterusia litifascia är en fjärilsart som beskrevs av Louis Beethoven Prout. Heterusia litifascia ingår i släktet Heterusia och familjen mätare. Inga underarter finns listade i Catalogue of Life.